# Merry Christmas, Drake & Josh
Merry Christmas, Drake & Josh (ook bekend als Drake and Josh: Best Christmas Ever) is een Amerikaanse televisiefilm van Nickelodeon, gebaseerd op de televisieserie Drake & Josh. Drake Bell, Josh Peck, Miranda Cosgrove, Nancy Sullivan en Jonathan Goldstein spelen in deze film hun rollen als Drake Parker, Josh Nichols, Megan Parker, Audrey Parker en Walter Nichols; net zoals in de serie. De film ging op 5 december 2008 in première als een Nickelodeon Movie. De productie van de film startte in juli 2008. De bedenker van de show, Dan Schneider, kwam terug als producent, samen met Marjorie Cohn en Lauren Levine als co-producenten. Michael Grossman regisseerde de film. De DVD van de film is uitgegeven op 19 december 2008.

## Verhaal
Drake en Josh zijn ingehuurd om in een winkelcentrum om de kerstman en zijn hulpje te spelen. Een lief meisje vraagt aan de Kerstman (Drake) of hij haar de beste kerst ooit wil bezorgen. Drake – een beetje afgeleid – belooft het haar. Niet veel later organiseert Drake een feestje wat uit de hand loopt en ervoor zorgt dat Josh onterecht in de cel belandt. Zie dan maar eens voor die kerst van het meisje te zorgen.

## Rolverdeling

### Van de originele serie
- Drake Bell als Drake Parker[5]
- Josh Peck als Josh Nichols[5]
- Miranda Cosgrove als Megan Parker[5]
- Nancy Sullivan als Audrey Parker-Nichols[5]
- Jonathan Goldstein als Walter Nichols[5]
- Allison Scagliotti-Smith als Mindy Crenshaw[6]
- Scott Halberstadt als Eric Blonnowitz[6]
- Alec Medlock als Craig Ramirez[6]
- Yvette Nicole Brown als Helen Ophelia Dubois[6]
- Jerry Trainor als Crazy Steve[6]

### Alleen in de film
- Bailee Madison als Mary Alice Johansson
- Devon Graye als Luke
- Cosette Goldstein als Lily
- Camille Goldstein als Violet
- Daven Wilson als Trey
- David Gore als Zigfee
- Henry Winkler als Judge Newman
- David Pressman als Officer Perry J. Gilbert
- Kimbo Slice als Bludge

## Kijkers
De film is in totaal 22 keer uitgezonden op Nickelodeon.
| Datum en tijd             | Kijkers (in miljoenen) |
| ------------------------- | ---------------------- |
| 5 december 2008 om 20:00  | 8.95                   |
| 6 december 2008 om 11:00  | 4.75                   |
| 6 december 2008 om 19:00  | 4.37                   |
| 7 december 2008 om 19:00  | 4.21                   |
| 12 december 2008 om 16:00 | 4.30                   |
| 12 december 2008 om 19:00 | 5.50                   |
| 13 december 2008 om 19:00 | 4.19                   |
| 14 december 2008 om 16:00 | 5.42                   |
| 15 december 2008 om 19:00 | 2.73                   |
| 20 december 2008 om 19:00 | 3.24                   |
| 22 december 2008 om 17:00 | 3.94                   |
| 23 december 2008 om 19:00 | 5.67                   |
| 24 december 2008 om 15:00 | 6.47                   |
| 25 december 2008 om 14:00 | 8.97                   |
| 25 december 2008 om 16:00 | 1.97                   |
| 25 december 2008 om 19:00 | 10.97                  |
| 26 december 2008 om 15:00 | 5.19                   |
| 27 december 2008 om 19:00 | 2.93                   |
| 28 december 2008 om 19:00 | 1.19                   |
| 1 januari 2009 om 19:00   | 15.57                  |
| 2 januari 2009 om 19:00   | 20.19                  |
| 19 december 2009 om 16:00 | Onbekend               |
| 25 december 2009 om 17:00 | Onbekend               |